# Elecciones parlamentarias en Mauritania en 2006
Las elecciones legislativas y municipales en Mauritania en 2006 tuvieron lugar el 19 de noviembre y el 3 de diciembre de dicho año. Se presentaron veintiocho partidos políticos para la cámara baja, la Asamblea Nacional. Las fuerzas políticas Islamistas fueron prohibidas, pero muchos de sus miembros se presentaron en calidad de independientes. En total se elegían 95 escaños en la Asamblea Nacional, así como 200 consejos municipales.

## Medidas previas sobre los medios de comunicación
La Junta militar estableció una serie de disposiciones que garantizasen la libre concurrencia electoral en condiciones de igualdad y libertad. La Orden 17/2006 restableció la libertad de prensa y suprimió la censura previa y se transfirieron las competencias sobre la materia desde el ministerio del Interior al ministerio de Justicia. La Orden 34/2006 reconoció la libre concurrencia de los partidos a los medios de información públicos.

## Financiación política
La Orden 30/2006 estableció la financiación por parte del Estado de la campaña electoral a los partidos políticos que hubieran obtenido en las últimas elecciones municipales un mínimo de un 1 por 100 de votos en todo el país, distribuido de forma proporcional a los resultados. A tal fin se destinaron cinco millones de ouguiyas, más otros dos millones posteriormente, de forma igualmente proporcional, a los 35 partidos legalizados y que concurían a las elecciones. Una vez iniciada la campaña, se aprobó un crédito de setenta millones de ouguiyas para las formaciones políticas, que financiaban también las elecciones municipales.

## Formación de las listas electorales
Las listas electorales debían presentarse en un período corto (entre el 30 de mayo y el 4 de junio de 2006). Los partidos políticos legalizados debían presentar en las listas electorales un número mínimo de mujeres en puestos elegibles, de conformidad con la Orden 29/2006 del Consejo Militar para la Justicia y la Democracia. Para favorecer la integración, el Ministerio del interior y el de la Condición Femenina establecieron ayudas económicas suplementarias a las formaciones que superasen los límites mínimos de presencia femenina en las listas electorales.
Las organizaciones políticas presentadas finalmente fueron veintiocho y cuatrocientas once las listas electorales en los distintos distritos, siendo listas independientes aproximadamente un 30 por 100.

## Sufragio activo y pasivo
Se estableció el derecho al voto a todos los mauritanos mayores de 18 años, creándose una Oficina de Estadística que elaboró un censo y entregó un carnet de elector a cada uno, mejorado con respecto al de 2000. El censo arrojó una cifra de electores de 1.130.604, ligeramente por debajo de la estimada por los organismos internacionales (en torno a 1.300.000 mauritanos).
Para ser elegido se requería ser mauritano mayor de 25 años y no estar incurso en causa de incapacidad o incompatibilidad. Estas eran estar condenado con sentencia firme por corrupción o fraude electoral, estar declarado en quiebra o insolvente por vía judicial, ser miembro de las fuerzas armadas, gendarmería, magistratura o funcionario en activo no excedente

## Sistema electoral
Los 95 diputados de la Asamblea Nacional fueron elegidos de acuerdo con una combinación de tres modos de votación separadas, de acuerdo a las categorías de circunscripciones:
1. Un total de 17 escaños se asignaban por representación proporcional de las tres circunscripciones generales del Estado: Nuakchot (11 escaños), Nouadhibou y Sélibaby (3 escaños cada uno).
2. Otros 64 escaños se asignaban por mayoría a dos vueltas en 42 circunscripciones divididas en dos categorías: 20 moughataas con menos de 31.000 habitantes elegían un escaño cada una, y las otras 22, dos escaños. En caso de no obtenerse la mayoría absoluta, había una segunda vuelta entre los candidatos más votados.
3. El resto de los 14 escaños eran elegidos mediante un sistema proporcional, siendo la circunscripción electoral todo el país.

## Resultados electorales
Antes de finalizar el recuento de votos de la primera vuelta, Ahmed Ould Daddah reclamó la victoria para su partido, la Concentración de Fuerzas Democráticas, diciendo que era «la mayor fuerza política del país», y afirmando que la coalición electoral de ocho partidos que se presentaban con un programa único, incluyendo el suyo, habían obtenido la mayoría. La Alianza Popular para el Progreso, un partido formado por antiguos esclavos y el Partido Republicano Democrático y Social que sustentaba el régimen de Maaouya Ould Sid'Ahmed Taya, presidente depuesto en el golpe de Estado de 2005, ambos en la misma coalición que Daddah, reclamaron también la victoria para la misma. Los resultados de la primera vuelta mostraron un fuerte apoyo a la Alianza Popular para el Progreso, que obtuvo 12 de los 43 escaños; los candidatos independientes obtuvieron 10 escaños. Para 52 escaños ningún candidato obtuvo la mayoría suficiente, y debieron celebrarse elecciones en una segunda vuelta.
Después de la segunda vuelta, la coalición de partidos de la antigua oposición había obtenido 39 escaños, los independientes 41 y las fuerzas vinculadas al anterior gobierno, 7 escaños.
| Partidos                                                                    | Escaños        | Escaños        | Escaños |
| Partidos                                                                    | Primera vuelta | Segunda vuelta | Total   |
| --------------------------------------------------------------------------- | -------------- | -------------- | ------- |
| Al-Mithaq (islamistas moderados, como independientes)                       | 10             | 31             | 41      |
| Concentración de Fuerzas Democráticas                                       | 12             | 3              | 15      |
| Unión de Fuerzas para el Progreso                                           | 3              | 5              | 8       |
| Partido Republicano Democrático y Social                                    | 4              | 3              | 7       |
| Alianza Popular Progresista                                                 | 4              | 1              | 5       |
| Concentración por la Democracia y la Unidad                                 | 2              | 1              | 3       |
| Unión por la Democracia y el Progreso                                       | 1              | 2              | 3       |
| Partido Mauritano para la Unidad y el Cambio                                | 2              | 0              | 2       |
| Partido de Renovación Democrática                                           | 2              | 0              | 2       |
| Concentración de Fuerzas Democráticas–Unión de Fuerzas de Progreso          | 0              | 2              | 2       |
| Partido Mauritano para la Unidad y el Cambio–Alianza Progresista del Pueblo | 0              | 2              | 2       |
| Partido del Frente Popular                                                  | 1              | 0              | 1       |
| Partido Unionista Democrático y Socialista                                  | 1              | 0              | 1       |
| Concentración Nacional para la Democracia, la Libertad y la Igualdad        | 1              | 0              | 1       |
| Unión de Centro Democrático                                                 | 0              | 1              | 1       |
| Alternativa                                                                 | 0              | 1              | 1       |
| Total                                                                       | 43             | 52             | 95      |
| Fuente: IPU                                                                 |                |                |         |

## Observadores internacionales
El proceso democrático tuvo presencia de observadores internacionales (la mayoría presentes al inicio de la elaboración de los censos) hasta la finalización y proclamación del escrutinio definitivo y oficial. Estuvieron presentes misiones específicas de la Unión Africana, la Organización Internacional de la Francofonía, la Liga Árabe, la Organización de la Conferencia Islámica, las Naciones Unidas, la Unión Europea, el National Democratic Institute for International Affairs y Democracy Coalition Project. Además estuvieron presentes 785 observadores nacionales durante la jornada electoral, de los cuales, además de los destinados por el Observatorio Nacional Electoral, se encontraban los pertenecientes a tres organizaciones civiles distintas: la Initiative pour l’éducation citoyenne et la promotion du dialogue politique, el Groupe d'étude et de recherche sur la démocratie et le développement économique et social y Cyber-Forum. Las misiones internacionales consideraron, en general, el proceso fiable, libre, transparente y de amplia participación.